# Nicòmac (poeta)
Nicòmac (en llatí Nicomachus, en grec antic Νικόμαχος "Nikómakhos") fou un poeta grec de la nova comèdia.
Es creu que les obres Εἰλήθυια, Μετεκβαίνουσαι, i Ναυμαχια atribuïdes per Suides a Nicòmac d'Alexandria, eren probablement obra seva. Ateneu de Naucratis va conservar un breu extracte de quaranta-dues línies de la primera, que conté un diàleg humorístic, on un cuiner magnifica els requisits del seu ofici. De les altres Estobeu va preservar dues línies i tres per Ateneu que també dona una línia d'altres obres de Nicòmac sense fer referència al títol.
Hi ha diversos autors que porten aquest nom. D'un d'ells hi ha un epigrama sobre un terratrèmol que va destruir Platea. A les ruïnes de Platea hi ha un monument en memòria dels que hi van morir. De la data del terratrèmol, o de l'autor de l'epigrama, no en sabem res. (Antologia grega Vol. II. P. 258). Tampoc sabem qui és un Nicòmac que va escriure περὶ ἑορτῶν Αἰγυπτίων (Sobre les festivitats dels Egipcis), citat per Ateneu. Aquesta obra a vegades s'atribueix Nicòmac Gerasè.